# شرر القديس إلمو

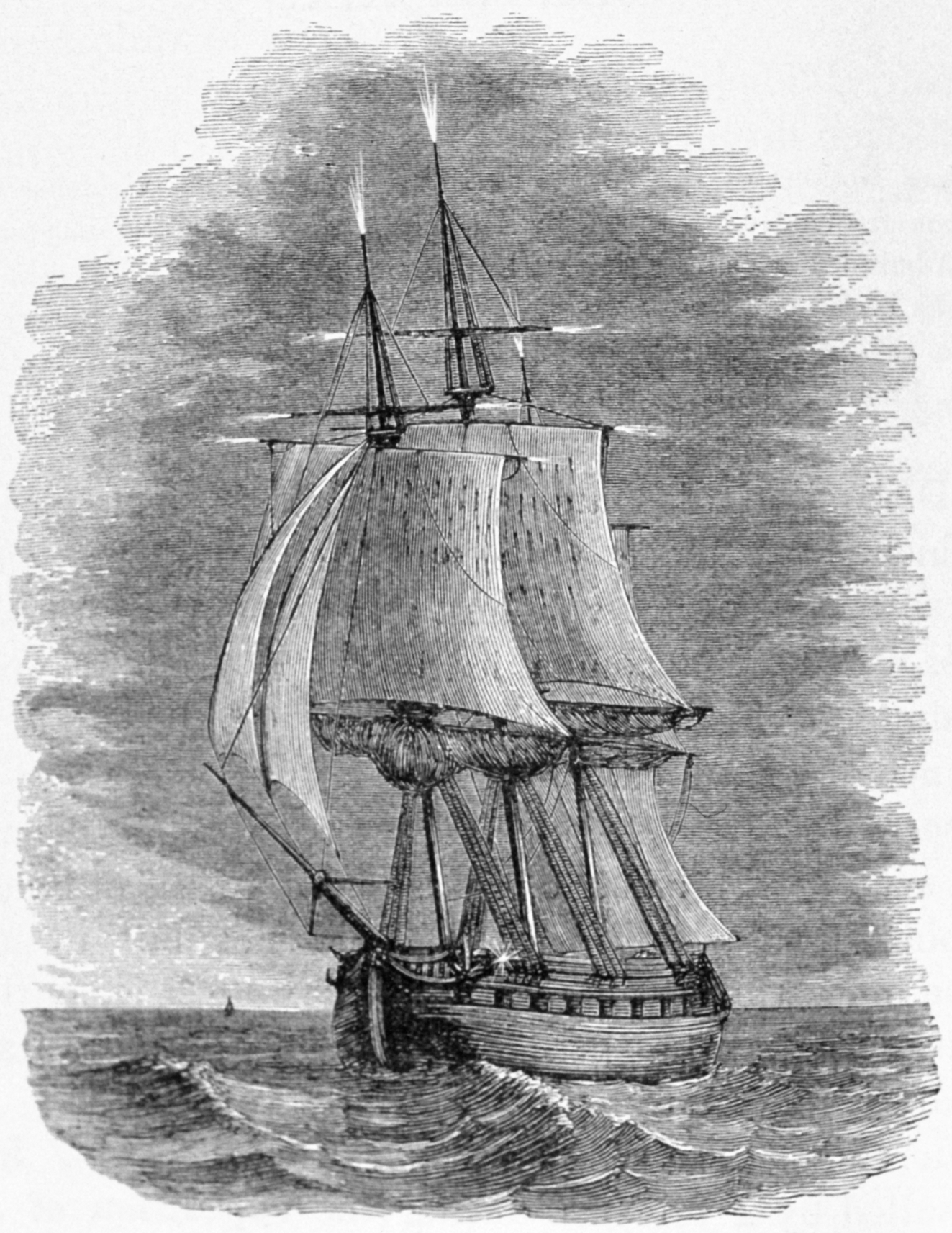
شرر القديس إلمو في أعلى سفينة بحرية

شرر القديس إلمو هو عبارة عن تفريغ كهربائي مضيء مستمر تقريباً، خفيف إلى متوسط الشدة، يظهر في الجو على شكل نار مشتعلة تبث وهجاً مضيئاً يتم رؤيته أثناء الليل، وينبعث هذا الوهج الناري المضيء من الأجسام المرتفعة عن سطح الأرض (مانعات الصواعق، دوارات الرياح، صواري السفن) أو من الطائرات أثناء طيرانها (أطراف الأجنحة، المحركات...إلخ)، وذلك عندما يصبح المجال الكهربائي بالقرب من سطوح تلك الأجسام قوياً، ويبدو هذا الوهج واضحاً كل الوضوح أثناء الليالي المظلمة.